# Taayoush
Taayoush est un mouvement judéo-arabe (parfois orthographié Ta'ayush et qui signifie "vivre ensemble" en arabe), réseau de quelques organisations arabes et juives, palestiniennes et israéliennes [réf. nécessaire] . Son organisation, créée en 2000 et sise à Tel Aviv, allie actions non-violentes et réflexions afin de lutter contre les escalades de violence en Israël et en Palestine.
Gadi Algazi est cofondateur et animateur du mouvement.

## Historique et actions
En 2003, participant à la Conférence internationale de la société civile à l’appui du peuple palestinien par la voix de Avia Pasternak, l'organisation se déclare favorable au boycott d'Israël, à un niveau international.
Les manifestants de Taayoush tentent parfois d'empêcher l'éviction de villageois par l'armée israélienne ou l'expropriation des terres palestiniennes par des colons israéliens. Leurs formes d'action relèvent souvent de la désobéissance civile. Taayoush amène parfois des groupes d'Israéliens pour aider des Palestiniens à récolter les olives et pour les protéger. De plus, il aide les Palestiniens à contacter des avocats, des journalistes, tente aussi d'alerter l'opinion internationale sur certaines actions commises par des colons. Taayoush offre aussi du matériel vidéo à des Palestiniens afin qu'ils puissent témoigner d'éventuels abus.
Taayoush travaille parfois avec d'autres groupes militant pour la paix comme Gush Shalom (Bloc de la paix), l'AIC ou les Femmes en noir.
Selon certains, c'est grâce à Taayoush que l'opinion israélienne puis internationale a été alertée sur la nature du mur envisagé du temps d'Ehoud Barak et en cours de construction à partir d'Ariel Sharon. Dès le début, les militants de l'association ont observé de près les travaux. Leurs informations ont notamment permis au journaliste Méron Rapoport, de Yediot Aharonot, le plus grand quotidien israélien, d'y publier, fin avril 2003, un grand reportage accompagné d'une carte du mur : la preuve était faite que celui-ci avait pour fonction, selon l'association, non de protéger les Israéliens des terroristes, mais d'enfermer environ 40 % de la Cisjordanie, quadrillés par les colonies et leurs routes de contournement comme un ensemble de Bantoustans à la sud-africaine. Ces suspicions sur les véritables objectifs du mur en construction sont détaillés dans un article de Gadi Algazi du monde diplomatique datant de juillet 2003.